# Rossinyol selvàtic de dors olivaci
El rossinyol selvàtic de dors olivaci (Stiphrornis pyrrholaemus; Syn:Stiphrornis erythrothorax pyrrholaemus) és un ocell de la família dels muscicàpids (Muscicapidae). És endèmic del sud-oest de Gabon. Habita els estrats més baixos dels boscos tropicals i subtropicals de frondoses humits, però evita les zones alterades per grans ungulats. Està amenaçat per la pèrdua d'hàbitat i la UICN considera el seu estat de conservació com a gairebé amenaçat.
Segons el Handook of the Birds of the World i la quarta versió de la BirdLife International Checklist of the birds of the world (Desembre 2019), aquest tàxon tindria la categoria d'espècie. Tanmateix, altres obres taxonòmiques, com la llista mundial d'ocells del Congrés Ornitològic Internacional (versió 12.1, gener 2022), el consideren una subespècie del rossinyol selvàtic (Stiphrornis erythrothorax).